# Plagiothecium regnellii
Plagiothecium regnellii là một loài rêu trong họ Plagiotheciaceae. Loài này được Ångström mô tả khoa học đầu tiên năm 1876.